# Cèl·lula glial
Les cèl·lules glials (glia prové del grec medieval γλία, "cola") són juntament amb les neurones, els dos tipus diferents de cèl·lules que formen el sistema nerviós. El conjunt de cèl·lules glials forma la neuròglia. Aquestes cèl·lules donen suport i protecció a les neurones, fent de cola d'unió entre aquestes. A més ajuden a mantenir l'homeòstasi cel·lular de les neurones i les alimenten.
La ràtio entre les cèl·lules glials i les neurones varia segons el tipus d'animal estudiat, sent aproximadament 10:1 en la mosca domèstica, 1:1 en els cocodrils i 2:3,1 en els dofins del gènere Tursiops. Pel que fa als humans, durant dècades s'havia estimat una ràtio 1:10, dada motiu de controvèrsia entre els especialistes possiblement a causa de la manca d'homogeneïtat en els criteris i mètodes de treball emprats. Avui dia, amb l'ús de la tecnologia de fraccionament isotòpic i una millor avaluació de les grans diferències observades a diferents regions del SNC humà, es creu que dita relació és 1:1.

## Història

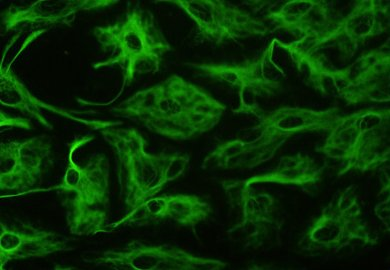
Els astròcits poden ser visualitzats en els cultius cel·lulars perquè, a diferència d'altres cèl·lules glials madures, contenen proteïna acídica fibril·lar glial. Imatge d'immunofluorescència.

El teixit neuroglial o «glia» va ser descrit per primera vegada el 1856 pel patòleg Rudolf Virchow amb el nom de Nervenkitt (terme que es podria traduir com a 'massilla nerviosa'), sent definit inicialment com el teixit connectiu propi del cervell. Segons Santiago Ramón y Cajal, el pioner a identificar d'una forma raonada cèl·lules que no eren neurones en el SNC fou l'anatomista alemany Otto Deiters (1834-1863). Deiters va argumentar correctament que si una cèl·lula no tenia axó no podia ser una neurona. A la seva obra pòstuma Untersuchungen über Gehirn und Rückenmark (Investigacions sobre el cervell i la medul·la espinal, 1865) apareixen dibuixades dues cèl·lules anomenades Bindegewebszellen (cèl·lules connectives), similars als astròcits. Posteriorment, Schwann, Henle, Müller, Merkel, Nansen, Nissl i Golgi varen fer diverses aportacions al coneixement morfològic i funcional de la glia. Mihály von Lenhossék (1863–1937) encunyà el terme 'astròcit' l'any 1893. L'origen ependimari de les cèl·lules glials fou confirmat per Cajal, qui també diferencià els tipus astrocitàris i postulà el 1913 el fet que, a més de les neurones i la neuròglia "genuïna", existia una tercera categoria de cèl·lules sense prolongacions possiblement derivades del mesoderm. El seu deixeble, Pío del Río Ortega, va demostrar que aquesta categoria estava formada pels oligodendròcits (definits per ell a principis de la dècada de 1920) i per unes altres cèl·lules a les quals va donar el nom de cèl·lules microglials. A del Río Ortega es deu la classificació individualitzada moderna dels diferents grups glials.
La relació entre neurones i cèl·lules neuroglials, basada en els clàssics procediments de comptatge cel·lular nerviós, pareix ser el fonament del mite segons el qual "només utilitzem el 10% del nostre cervell". El paper de la glia en el desenvolupament i control de les funcions sinàptiques i, per tant, de la velocitat d'aprenentatge es coneix des de la segona meitat del segle xx, però encara resten per aclarir molts dels seus mecanismes reguladors.

## Classificació
Els principals tipus de cèl·lules glials al sistema nerviós central són els astròcits, els oligodendròcits, els ependimòcits i les cèl·lules microglials. Existeixen, però, altres grups minoritaris de cèl·lules altament especialitzades i amb una localització molt concreta dins del SNC.
Les cèl·lules glials del sistema nerviós perifèric són les cèl·lules de Schwann i les cèl·lules satèl·lit dels ganglis nerviosos i de la xarxa nerviosa entèrica. Les cèl·lules satèl·lit de l'SNP formen una densa capa que envolta cada soma de les neurones ganglionars sensorials i autonòmiques. Lliuren neurotransmissors i substàncies neuroactives que controlen l'activitat i l'homeòstasi de les dites neurones. Les respostes de les cèl·lules satèl·lit i de Schwann davant de la hiperglucèmia són determinants en la gènesi de la neuropatia diabètica.
El terme 'glia radial' es refereix a una població de cèl·lules glials amb aquesta peculiar morfologia existent al còrtex del SNC en formació dels vertebrats, descoberta per l'històleg i anatomista alemany Rudolph Albert von Kölliker l'any 1876. És producte de la transformació de cèl·lules neuroepitelials derivades de la placa neural durant les primeres fases de la neurogènesi prenatal. Dita població té la funcionalitat d'actuar com a cèl·lules progenitores primàries nervioses i generar neurones, astròcits i oligodendròcits. Originen un tipus cel·lular o un altre segons la seva localització concreta i l'estadi evolutiu. Expressen GFAP (proteïna fibril·lar àcida glial), fet que les diferencia d'altres cèl·lules precursores. És un grup de cèl·lules molt sensible a les agressions durant la vida fetal, com ara la infecció per virus del Zika o l'abús d'alcohol.

### Astròcits
També denominats cèl·lules d'astròglia. Són d'origen neuroectodèrmic. Els astròcits protoplàsmics es localitzen a la substància grisa i els fibrosos a la blanca. El nombre d'astròcits varia segons la zona, però acostumen a representar un 20-25 % del volum de la major part de las àrees de l'encèfal. Contenen una proteïna específica en el seu citoesquelet denominada proteïna glial fibril·lar àcida (PGFA). El nom d'aquestes cèl·lules prové de la forma estelada que presenten els filaments de PGFA en el citoplasma. Els astròcits resisteixen més la manca d'oxigen i glucosa que les neurones, ja que emmagatzemen glucogen a dins i poden obtenir ATP de forma anaeròbica. Fins a un cert punt, això els manté vius en condicions extremes o patològiques. Realitzen nombroses funcions en el sistema nerviós. Col·laboren en el metabolisme energètic i en el manteniment de la homeòstasi del medi. Són un element fonamental de la barrera hematoencefàlica. Regulen el flux sanguini del cervell a través del control bidireccional del diàmetre de les seves arterioles. Participen a diversos nivells en la neurotransmissió. D'una banda, poden modular la transmissió sinàptica, ja sigui responent a neurotransmissors com alliberant-ne. D'altra banda, els astròcits tenen un paper important en el metabolisme d'alguns neurotransmissors, tant en la recaptació com en la síntesi i degradació. Actuen juntament amb la micròglia en la resposta neuroinflamatòria. Donen suport tròfic a les neurones i formen part dels processos de control central de la respiració, ja que posseeixen quimiosensibilitat davant les molècules de CO₂/H+. Quan es produeixen traumes o lesions en l'encèfal té lloc una hipertròfia o hiperplàsia astrocitària, un fenomen anomenat gliosi reactiva. Durant aquesta proliferació, es diferencien dos tipus d'astròcits amb funcions pròpies. Els astròcits A2 són bàsicament reparadors, mentre que els de tipus A1 afavoreixen la degradació tissular. Els A2 tenen importància en l'angiogènesi cerebral. També s'observa gliosi reactiva en les malalties neurodegeneratives (per exemple: Parkinson, Alzheimer o corea de Huntington). Tenen una alta capacitat de divisió i són les cèl·lules implicades en la gènesi dels gliomes. Els astròcits intervenen, juntament amb les cèl·lules microglials, en els mecanismes de regulació del ritme circadiari dels mamífers. En el SNC dels vertebrats, l'astròglia influeix, emprant mecanismes independents, sobre la sinaptogènesi i la morfogènesi de les dendrites.
Es creu que determinats defectes en el procés d'astrogènesi o en la funcionalitat dels astròcits durant les fases inicials de la formació del cervell estan implicats en l'origen d'alguns trastorns greus del desenvolupament neurològic.
L'astrocitoma és el tipus de glioma (un tumor cerebral primari que té el seu origen en les cel·les de la glia) més freqüent. Els astrocitomes conformen un grup heterogeni, classificat en quatre graus segons les seves característiques histològiques: 
- Astrocitoma grau I o astrocitoma pilocític: Predomina en nens.[36] Té un pronòstic bo, ja que la resecció completa del tumor és curativa en la gran majoria de casos. Es troben sovint al cerebel,[37] a les vies òptiques i a les regions hipotàlem-quiasmàtica i posterior. Rares vegades apareixen a les zones intraventriculars.[38] Segons la seva localització, alguns d'ells provoquen hidrocefàlia i augment de la pressió intracranial. Són tumors ben circumscrits, de consistència sòlida-quística, de baixa celul·laritat i de creixement lent.[39] Els d'aparició tardana solen sorgir als lòbuls temporals i poden debutar amb epilèpsia o dèficit neurològic focal.[40] En adults, ocasionalment evolucionen cap a l'hemorràgia intratumoral, acompanyada d'hematoma subdural adjacent o no.[41] Una variant histològica rara de l'astrocitoma de grau I és el lipoastrocitoma o astrocitoma pilocític amb diferenciació adipocítica.[42] Dita variant també ha estat descrita alguna vegada en astrocitomes difusos.[43]
- Astrocitoma grau II o astrocitoma difús: Dins d'aquest grup existeixen diferents subgrups amb característiques epigenètiques pròpies. El diagnòstic histopatològic d'astrocitoma difús implica l'absència d'activitat mitòtica, proliferació microvascular o necrosi. Una única mitosi en una mostra histològica gran és compatible amb un astrocitoma de grau II, mentre que en una mostra petita fa sospitar un grau III.[44] És un tumor infiltrant i tendeix a evolucionar cap a lesions de comportament més agressiu. El terme 'difús' indica la inexistència d'un límit clarament identificable entre el tumor i el teixit cerebral normal, encara que les proves d'imatge mostrin uns marges de la lesió aparentment definits.[45] Encara que la seva malignització no és habitual, pot envair estructures adjacents i provocar hemorràgies intracerebrals massives.[46]
- Astrocitoma grau III o astrocitoma anaplàstic: És un tumor igualment invasiu, amb una incidència anyal de 0,44 casos/100.000 persones, però els seus trets histològics comporten un pitjor pronòstic que els dels grups anteriors. Pot transformar-se en un glioblastoma multiforme. S'origina, de vegades, a partir de la progressió d'un astrocitoma de grau més baix; encara que pot aparèixer de novo sense evidència de cap lesió precursora prèvia. Afecta sobretot pacients adults i el seu comportament i evolució clínica són poc previsibles.[47] Habitualment, la presentació de l'astrocitoma anaplàstic és d'una única lesió, solitària i de creixement lent, però pot manifestar-se formant masses cerebrals múltiples de ràpida evolució.[48] Té diversos subtipus, definits per les característiques biomoleculars presents en el tumor. Els seus únics factors de risc coneguts són l'exposició a radiacions ionitzants i determinades síndromes genètiques, com ara la neurofibromatosi I i II, l'esclerosi tuberosa i la síndrome de Li-Fraumeni (causada per mutacions en el gen supressor tumoral TP53).[49] Ha estat descrita la concurrència d'astrocitoma anaplàstic i esclerosi múltiple, però no se sap si és un fet incidental o el resultat d'una associació patogenètica.[50]
- Astrocitoma grau IV o glioblastoma multiforme: És l'astrocitoma més comú i de pronòstic més dolent, amb una baixa mitjana de supervivència. Malgrat les propietats altament invasives i proangiogèniques d'aquesta neoplàsia, poques vegades metastatitza fora del sistema nerviós i només uns 200 casos de metàstasis extracranials han estat recollits fins ara per la literatura especialitzada.[51] Durant molt temps, s'ha pensat que la millor teràpia davant aquest tumor era la pal·liativa. Els astrocitomes talàmics i els de tronc cerebral i medul·la espinal tenen un tractament molt difícil.[52] Les diferents combinacions de cirurgia radical, quimioteràpia i radioteràpia emprades fins fa pocs anys no han assolit una millora significativa dels resultats. A hores d'ara, els estudis de laboratori i els assajos clínics basats en procediments immunoteràpics semblen oferir perspectives de major eficàcia.[53]

### Oligodendròcits
Els oligodendròcits són cèl·lules d'origen neuroectodèrmic com ho són també les neurones i els astròcits. Es troben exclusivament al sistema nerviós central, si bé en el sistema nerviós perifèric trobem un tipus cel·lular molt emparentat, les abans esmentades cèl·lules de Schwann. La funció principal dels oligodendròcits és formar una beina aïllant que embolcalla molts dels axons del teixit nerviós i d'aquesta manera accelera la seva transmissió de l'impuls nerviós. Aquesta beina està formada principalment per mielina, una substància principalment lipídica amb un 20% de contingut de proteïnes. A diferència de les cèl·lules de Schwann, els oligodendròcits tenen la capacitat de produir de forma simultània segments de mielina per diversos axons (cadascú d'ells pot mielinitzar 30 o més axons). Una altra de les seves funcions és interactuar amb les neurones en el procés de reacció neuroinflamatòria. Ara per ara, molts aspectes relacionats amb l'heterogeneïtat poblacional i funcional dels oligodendròcits es coneixen poc.
Determinades malalties, com ara l'esclerosi múltiple desencadenen una cascada patològica de processos immunes que lesionen els oligodendròcits i les seves cèl·lules precursores, generant desmielinització i impedint alhora la reparació dels axons danyats. Els oligodendròcits són molt sensibles a l'estrès oxidatiu i als nivells de glutamat o d'ATP; per això, en certes circumstàncies, desencadenen una inflamació innecessària que pot alterar la correcta homeòstasi del seu entorn. En el cas de l'esquizofrènia -a més de les alteracions estructurals observades en la substància blanca- estudis moleculars recents, fonamentats en perfils analítics del transcriptoma i el proteoma de cèl·lules cultivades i provinents del teixit cerebral d'individus amb la malaltia, indiquen que els oligodrendròcits i una mielinització anòmala són elements fortament implicats en la macro-connectivitat alterada pròpia del trastorn.
D'aquestes cèl·lules s'originen els oligodendrogliomes, uns tumors cerebrals agressius i de mal pronòstic que acostumen a sorgir en els lòbuls frontals. Apareixen sobretot a la substància blanca, formant masses gelatinoses ben circumscrites que contenen zones quístiques i/o hemorràgiques. Escasses vegades es desenvolupen a la zona del quart ventricle, amb signes d'hidrocefàlia obstructiva concomitant o sense ells, i a diferents sectors de la medul·la espinal. Ha estat registrat algun cas d'oligodendroglioma leptomeníngic primari sense afectació apreciable del parènquima cerebral. Una part d'ells presenta una alteració genètica específica (una deleció dual als cromosomes 1p i 19q) que comporta, en absència d'altres anomalies genètiques, una millor resposta a la quimioteràpia i la radiació i conseqüentment un major temps de supervivència. Per contra, delecions en els cromosomes 9p and 10q són indicadores d'anaplàsia (manca de diferenciació cel·lular) i prediuen un curs funest. Els oligodendrogliomes anaplàstics es presenten quasi sempre formant una massa única, sent les cefalees, els canvis en la visió, els problemes cognitius i les convulsions les seves manifestacions inicials predominants. Són tumors que, a semblança dels glioblastomes multiformes, tenen la capacitat de metastatitzar estructures no neurals.

### Micròglia
Les cèl·lules microglials, anomenades de forma genèrica la micròglia, són cèl·lules d'origen mesodèrmic. Són les principals cèl·lules del sistema immune que es troben de forma resident al SNC. En condicions no patològiques la seva principal funció és escanejar el parènquima nerviós per detectar qualsevol tipus d'alteració que pugui representar un perill, com per exemple cèl·lules danyades o mortes, cossos estranys o microbis. Quan això passa, la micròglia pateix forts canvis morfològics i d'expressió gènica. En aquest estat, denominat micròglia reactiva, aquestes cèl·lules realitzen nombroses funcions. Entre altres, fagociten restes cel·lulars, microbis i cossos estranys, alliberen compostos amb capacitat de combatre els patògens, donen suport tròfic a les cèl·lules malmeses o alliberen mediadors químics que posen en alerta a altres tipus cel·lulars com els astròcits. Aquesta resposta microglial és de caràcter inflamatori i si es dona de forma exacerbada i/o es fa crònica pot provocar danys col·laterals a cèl·lules del propi cervell. A grans trets, es pot dir que la micròglia té efectes neuroprotectors o neurotòxics segons sigui el nivell d'expressió general de les seves citocines. La micròglia activada no solament secreta citocines i quimiocines, també indueix l'alliberament per part dels astròcits A1 d'una toxina soluble que pot provocar la mort de neurones i oligodendròcits. El control de l'activació microglial i de la inhibició de la resposta de l'inflamasoma està regulat principalment per la proteïna A20.
Molts autors defensen que en nombrosos trastorns neurològics i inclús psiquiàtrics, l'activació microglial participa en el procés patogènic. S'han observat alteracions microglials en la depressió major, l'esquizofrènia, l'autisme o el trastorn obsessivocompulsiu; encara que no ha estat demostrat si són elements causals d'aquestes malalties o una reacció a algun altre procés patofisiològic subjacent. En el cas de la síndrome de Tourette existeixen evidències d'activació microglial en el nucli estriat, una estructura que intervé en la regulació dels moviments. Pel que fa a la depressió, diversos treballs indiquen que les persones afectes presenten una baixa activitat del transcriptoma involucrat en les funcions microglials, a més d'anomalies astrocítiques i oligodendrocítiques possiblement subordinades a aquest fenomen. Algunes patologies poc freqüents i que cursen amb importants problemes cognitius i conductuals, com la malaltia de Nasu-Hakola o la leucoencefalopatia difusa hereditària amb esferoides axonals, s'associen a mutacions en gens expressats per la micròglia. Un altre exemple d'aquesta associació és la síndrome de Rett, un trastorn del desenvolupament general vinculat a manifestacions de l'espectre autista, en el qual existeixen mutacions en la proteïna MECP2. En els individus amb la síndrome en una etapa avançada la micròglia ataca i digereix un gran nombre de sinapsis, amb independència de la pèrdua de la proteïna en les mateixes cèl·lules microglials. Això suggereix que determinats defectes gènics que afecten a la micròglia poden provocar la destrucció excessiva de sinapsis, alterant greument la normal funcionalitat de la xarxa de circuits cerebrals.
En la malaltia d'Alzheimer s'aprecia una degeneració microglial especialment intensa al gir dentat de l'hipocamp, atribuïble als efectes de l'acumulació tòxica de formes fosforilades solubles de la proteïna Tau. Les conseqüències que ocasiona aquesta protecció immunològica disminuïda en les persones que pateixen dita tautopatia són, per ara, desconegudes. Es creu, a més, que la micròglia té un paper crític a l'hora d'induir i regular la inflamació durant les fases inicials de la malaltia. Això fa que alguns investigadors la considerin un potencial objectiu terapèutic de gran importància. L'estrès, sobretot si és crònic, ocasiona una resposta immoderada de la micròglia de l'hipocamp i de les regions prefrontals corticals que podria alterar l'emotivitat i la correcta presa de decisions.
Per una altra banda, la micròglia i la seva activació tenen un paper important en els processos de proliferació i migració dels gliomes, particularment en els del glioblastoma multiforme (tumor que conté un alt nombre de cèl·lules microglials), un fet que fa pensar que la micròglia podria ser utilitzada en el desenvolupament de nous tractaments immunològics contra l'esmentada neoplàsia.
Els nòduls microglials són acumulacions inflamatòries focals de micròglia que es veuen al cervell de persones amb encefalitis víriques, SIDA o esclerosi múltiple. Han estat descrits en casos fatals d'infecció congènita pel virus del Zika amb afectació greu del SNC.
S'han creat mètodes farmacològics per activar les cèl·lules microglials en cultius organotípics i en suspensió, amb l'objectiu d'estudiar detalladament la fisiologia dels senyals microglials i el seu impacte sobre les disfuncions de la xarxa neural.